# بطولة أوروبا لكرة الماء 2003
بطولة أوروبا لكرة الماء 2003 كان الموسم الـ 26 من بطولة أوروبا لكرة الماء، وجرت المنافسات في كراني سلوفينيا، ونظمت من قبل الاتحاد الأوروبي للسباحة.

## النتائج
| م       | المنتخب             |
| ------- | ------------------- |
| ذهبية   | صربيا والجبل الأسود |
| فضية    | كرواتيا             |
| برونزية | المجر               |
| 4       | روسيا               |
| 5       | إسبانيا             |
| 6       | ألمانيا الغربية     |
| 7       | سلوفاكيا            |
| 8       | اليونان             |
| 9       | إيطاليا             |
| 10      | رومانيا             |